# Rhinecanthus aculeatus
Il pesce balestra Picasso (Rhinecanthus aculeatus (Linnaeus, 1758)), è un pesce d'acqua marino appartenente alla famiglia Balistidae.

## Distribuzione e habitat
Questa specie è diffusa nella costa orientale africana dell'Atlantico (dal Senegal al Sud Africa), nel Mar Rosso e nell'Indo-Pacifico (dalle coste africane fino alle isole Hawaii). Abita le barriere coralline.

## Descrizione
Rhinecanthus aculeatus presenta una forma più allungata rispetto agli altri Balistidae e la testa, completamente integrata, è di grandi dimensioni. Il pesce inoltre ha la capacità di muovere gli occhi in modo indipendente riuscendo così ad avere un maggior controllo dell'ambiente circostante potendosi concentrare su eventuali prede e predatori contemporaneamente. La bocca, che con i suoi disegni gialli accesi dà l'illusione di essere più grande, ha una dentatura potente. La pinna ventrale e la prima pinna dorsale si sono evolute in un aculeo rigido erettile, mentre la seconda dorsale è simmetrica ed opposta all'anale, e vengono utilizzate ondeggiandole per garantire l'equilibrio.  
 

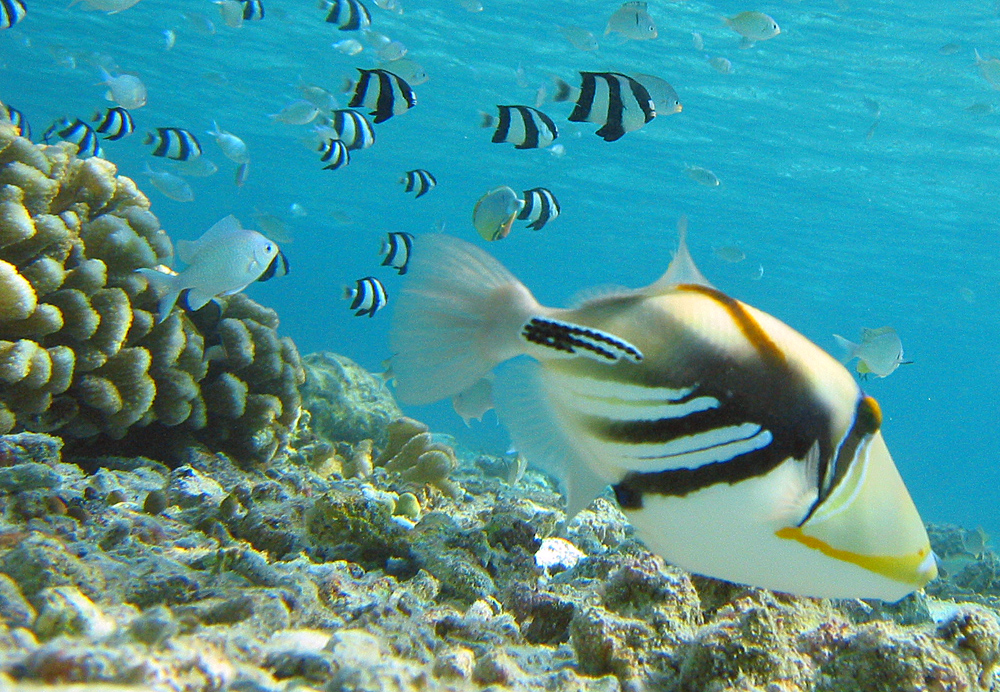
Un pesce balestra Picasso fotografato nella barriera corallina delle Maldive

La livrea è molto interessante e ricorda vagamente un'opera di arte moderna, da qui il nome comune "Picasso": il colore di fondo prevede testa color sabbia, dorso e fianchi bruno scuro e ventre bianco. La bocca è gialla, con una linea dello stesso colore che si allunga orizzontalmente fino alla pinna pettorale, raggiunta verticalmente anche da tre linee azzurre che decorano l'occhio. Sui fianchi 4 fasce bianche si muovono obliquamente verso il centro del corpo, mentre il peduncolo caudale è decorato da linee orizzontali bruno scuro. 

Raggiunge una lunghezza di 30 cm.

## Etologia
R. aculeatus può condurre una vita solitaria così come una vita sociale, piuttosto strutturata, presso la barriera corallina. Ogni esemplare occupa un ruolo e un territorio e non mancano combattimenti per la loro tutela. Tali scontri seguono una strategia ben definita che inizia con il porre il corpo di lato per esaltarne la mole aprendo gli aculei dorsale e ventrale (ottenendo la caratteristica forma simile alla balestra da cui prende il nome). Nel caso, il pesce continua con suoni secchi e vibranti molto forti in grado di stordire l'avversario per poi aggredirlo. Inoltre questo pesce sfrutta i suoi aculei per agganciarsi a fessure in formazioni coralline per poter riposare anche in zone con forti correnti.

## Riproduzione
La fecondazione è esterna, sono animali ovipari e sessualmente maturi attorno ai 14 cm di lunghezza.

## Alimentazione
Ha una dieta molto varia, è onnivoro e si nutre di pesci, crostacei, alghe, vermi, ricci di mare, coralli, spugne e foraminiferi. 

Interessanti le tecniche di caccia di questa specie che vanno dall'emettere un forte getto d'acqua per individuare prede nascoste nel fondale, al rovesciare ricci di mare facendoli cadere ripetutamente dopo averli sollevati con la bocca per poter colpire la parte meno protetta.

## Acquariofilia
Come molti altri Balistidi è spesso allevato e commercializzato per acquari marini pubblici e privati.